# Comtat de Monaghan
El comtat de Monaghan (gaèlic irlandès  Muineachán) és un comtat de la província d'Ulster (República d'Irlanda). El seu nom ve del gaèlic Muine Cheain "terra dels petits turons", en referència als drumlins o turons originats per les geleres.

## Divisions administratives

### Baronies
- Cremorne (Críoch Mhúrn)
- Dartree (Dartraighe)
- Farney (Fearnaigh)
- Monaghan (Muineachán)
- Trough (An Triúcha)

### Ciutats i viles
- Ballinode
- Ballybay
- Carrickmacross
- Castleblayney
- Clones
- Doohamlet
- Emyvale
- Inniskeen
- Glaslough
- Killanny
- Knockatallon
- Magheracloone
- Monaghan
- Newbliss
- Rockcorry
- Scotshouse
- Scotstown
- Smithborough
- Threemilehouse
- Tydavnet
- Tyholland

## Agermanaments
- Geel
- Illa del Príncep Eduard
- Miramichi
- Peterborough (Ontario)